# Nicole Good
Nicole Good (* 1. Januar 1998) ist eine Schweizer Skirennfahrerin. Sie fährt in den Disziplinen Slalom, Riesenslalom, Super-G und Alpine Kombination. Im Weltcup ist sie bisher nur im Slalom angetreten.

## Biografie
Nicole Good stammt aus Pfäfers im Sarganserland und startet für den Skiclub Sardona Pfäfers. Über das Kader vom Skiverband Sarganserland Walensee (SSW) und das Nationale Leistungszentrum Ost (NLZ) erreichte sie das Swiss-Ski-Kader.
Im Alter von 16 Jahren bestritt sie in Davos ihre ersten FIS-Rennen. Mit 18 debütierte sie im Europacup und wurde im Slalom, der Kombination und im Super-G schnell zu einer regelmässigen Punktefahrerin. Im November 2015 fuhr sie beim Slalom von Zinal erstmals auf das Podest in einem FIS-Rennen und gewann im Februar 2017 ihr erstes FIS-Rennen mit dem Slalom von Jaun. Das erste Mal auf ein Europacup-Podest fuhr sie im Dezember 2018 bei der Kombination von Kvitfjell. Einen Monat später erreichte sie bei der Kombination von Les Diablerets ihren ersten Sieg im Europacup. Dreimal ging sie bei Juniorenweltmeisterschaften an den Start. In Fassatal wurde sie 2019 Juniorenweltmeisterin in der Kombination. Im selben Winter gewann sie die Disziplinenwertung der Kombination im Europacup.
Am 21. November 2020 gab sie im Slalom von Levi ihr Weltcup-Debüt. Ihre ersten Weltcuppunkte gewann sie am 9. Januar 2022 beim Slalom von Kranjska Gora mit dem 23. Rang. Im Winter 2022/23 erreichte sie in Špindlerův Mlýn und Åre mit dem jeweils 12ten Rang ihre bisher besten Weltcup-Ergebnisse.

## Erfolge

### Weltcup
- 1 Platzierung unter den besten zehn

### Weltcupwertungen
| Saison  | Gesamt | Gesamt | Slalom | Slalom |
| Saison  | Platz  | Punkte | Platz  | Punkte |
| ------- | ------ | ------ | ------ | ------ |
| 2021/22 | 111.   | 14     | 46.    | 14     |
| 2022/23 | 71.    | 67     | 29.    | 67     |
| 2023/24 | 70.    | 79     | 27.    | 79     |

### Europacup
- Saison 2018/19: 1. Kombinationswertung
- Saison 2022/23: 7. Slalomwertung
- Saison 2023/24: 2. Slalomwertung
- 8 Podestplätze, davon 3 Siege:

| Datum             | Ort            | Land    | Disziplin   |
| ----------------- | -------------- | ------- | ----------- |
| 29. Januar 2019   | Les Diablerets | Schweiz | Kombination |
| 17. Dezember 2022 | Ahrntal        | Italien | Slalom      |
| 15. Dezember 2023 | Ahrntal        | Italien | Slalom      |

### Juniorenweltmeisterschaften
- 2017 Åre: 6. Slalom, 6. Kombination, 18. Super-G
- 2018 Davos: 8. Super-G, 11. Slalom
- 2019 Fassatal: 1. Kombination, 10. Super-G, 12. Riesenslalom, 17. Slalom, 19. Abfahrt

### Weitere Erfolge
- 1 Schweizer Meistertitel: Slalom 2024
- 1 Podestplatz im South American Cup
- Sieg bei den Liechtensteiner Meisterschaften im Slalom 2022
- 5 Siege in FIS-Rennen